# Paralympiska vinterspelen 2014
Paralympiska vinterspelen 2014 anordnas i Sotji i Ryssland 7–16 mars 2014, och är de elfte paralympiska vinterspelen. Den 4 juli 2007 avgjordes det i Guatemala City, Guatemala, vilken stad som skulle få arrangera de olympiska och paralympiska vinterspelen 2014.

## Sporter
Fem sporter finns på de paralympiska vinterspelens program 2014. Antal grenar inom parentes.
- Alpin skidåkning (inklusive Para-snowboard)[1] (32)
- Skidskytte (18)
- Längdskidåkning (20)
- Rullstolscurling (1)
- Kälkhockey (1)

## Deltagande nationer
Antalet deltagare inom parentes. 
| - Andorra (1) - Argentina (3) - Armenien (1) - Australien (9) - Belgien (2) - Bosnien och Hercegovina (2) - Brasilien (2) - Bulgarien (2) - Chile (2) - Danmark (2) - Finland (13) - Frankrike (15) - Grekland (1) - Iran (1) - Island (2) | - Italien (34) - Japan (20) - Kanada (49) - Kazakstan (5) - Kina (10) - Kroatien (2) - Mexiko (1) - Mongoliet (1) - Nederländerna (7) - Nya Zeeland (3) - Norge (31) - Polen (8) - Rumänien (1) - Ryssland (69) - Schweiz (8) | - Serbien (1) - Slovakien (16) - Slovenien (1) - Spanien (9) - Storbritannien (11) - Sverige (22) - Sydkorea (27) - Tjeckien (18) - Turkiet (2) - Tyskland (13) - Ukraina (23) - USA (73) - Uzbekistan (2) - Belarus (10) - Österrike (13) |

## Medaljligan
Detta är en tabell över antalet medaljer per land i de Paralympiska vinterspelen 2014.
      Värdnation (Ryssland)
| Paralympiska vinterspelen 2014 - Medaljfördelning | Paralympiska vinterspelen 2014 - Medaljfördelning | Paralympiska vinterspelen 2014 - Medaljfördelning | Paralympiska vinterspelen 2014 - Medaljfördelning | Paralympiska vinterspelen 2014 - Medaljfördelning | Paralympiska vinterspelen 2014 - Medaljfördelning |
| ------------------------------------------------- | ------------------------------------------------- | ------------------------------------------------- | ------------------------------------------------- | ------------------------------------------------- | ------------------------------------------------- |
| Placering                                         | Nation                                            | Guld                                              | Silver                                            | Brons                                             | Totalt                                            |
| 1                                                 | Ryssland                                          | 30                                                | 28                                                | 22                                                | 80                                                |
| 2                                                 | Tyskland                                          | 9                                                 | 5                                                 | 1                                                 | 15                                                |
| 3                                                 | Kanada                                            | 7                                                 | 2                                                 | 7                                                 | 16                                                |
| 4                                                 | Ukraina                                           | 5                                                 | 9                                                 | 11                                                | 25                                                |
| 5                                                 | Frankrike                                         | 5                                                 | 3                                                 | 4                                                 | 12                                                |
| 6                                                 | Slovakien                                         | 3                                                 | 2                                                 | 2                                                 | 7                                                 |
| 7                                                 | Japan                                             | 3                                                 | 1                                                 | 2                                                 | 6                                                 |
| 8                                                 | USA                                               | 2                                                 | 7                                                 | 9                                                 | 18                                                |
| 9                                                 | Österrike                                         | 2                                                 | 5                                                 | 4                                                 | 11                                                |
| 10                                                | Storbritannien                                    | 1                                                 | 3                                                 | 2                                                 | 6                                                 |
|                                                   | Summa:                                            | 72                                                | 72                                                | 72                                                | 216                                               |

## Tidsschema för ansökningar
- 28 juli 2005: Tidsfrist för inkomna ansökningar
- 16 augusti 2005: Tidsfrist för ansökande städer att acceptera nominering och erlägga deltagaravgift
- 21–23 juni 2006: IOK sållar fram en lista över tre slutliga kandidatstäder
- 10 januari 2007: Kandidatstäder ska ha inkommit med en officiell och detaljerad kandidatur
- Februari-mars 2007: IOK:s ledamöter besöker kandidatstäderna
- Juni 2007: IOK presenterar en utvärdering av kandidaterna
- 4 juli 2007: IOK fattar beslut om vilken stad som får arrangera de olympiska och paralympiska spelen 2014

## Kandidatstäder

### Kvarvarande inför omröstning
- Sotji, Ryssland
- Salzburg, Österrike
- Pyeongchang, Sydkorea

### Eliminerade
- Jaca, Spanien
- Almaty, Kazakstan
- Sofia, Bulgarien
- Bordzjomi, Georgien